# 吉川ウィリアム
吉川 ウィリアム（よしかわ ウィリアム、1990年7月22日 - ）は、三重県桑名市出身でJリーグのロアッソ熊本に所属したサッカー選手。ポジションはフォワード。

## 来歴
ブラジル・サンパウロ生まれの日系ブラジル人で、5歳より日本で育つ。
2009年に暁高校からロアッソ熊本に入団。ロアッソ熊本としては初のブラジル人選手であった。日本の義務教育を受けているため契約としては在日枠が適用されていた。
2010年シーズンの契約を更新するも、1月12日に本人の都合によりロアッソ熊本の退団を発表した。

## 所属クラブ
ユース経歴
- 暁高等学校

プロ経歴
- 2009年 ロアッソ熊本

## 個人成績
| 国内大会個人成績 | 国内大会個人成績 | 国内大会個人成績 | 国内大会個人成績 | 国内大会個人成績 | 国内大会個人成績 | 国内大会個人成績 | 国内大会個人成績 | 国内大会個人成績 | 国内大会個人成績 | 国内大会個人成績 | 国内大会個人成績 |
| 年度             | クラブ           | 背番号           | リーグ           | リーグ戦         | リーグ戦         | リーグ杯         | リーグ杯         | オープン杯       | オープン杯       | 期間通算         | 期間通算         |
| 年度             | クラブ           | 背番号           | リーグ           | 出場             | 得点             | 出場             | 得点             | 出場             | 得点             | 出場             | 得点             |
| 日本             | 日本             | 日本             | 日本             | リーグ戦         | リーグ戦         | リーグ杯         | リーグ杯         | 天皇杯           | 天皇杯           | 期間通算         | 期間通算         |
| ---------------- | ---------------- | ---------------- | ---------------- | ---------------- | ---------------- | ---------------- | ---------------- | ---------------- | ---------------- | ---------------- | ---------------- |
| 2009             | 熊本             | 19               | J2               | 0                | 0                | -                | -                | 0                | 0                | 0                | 0                |
| 通算             | 日本             | 日本             | J2               | 0                | 0                | -                | -                | 0                | 0                | 0                | 0                |
| 総通算           | 総通算           | 総通算           | 総通算           | 0                | 0                | 0                | 0                | 0                | 0                | 0                | 0                |